# Trachycarpeae
Die Trachycarpeae sind eine Tribus der Palmengewächse (Arecaceae).

## Merkmale
Die Vertreter sind zwittrige oder diözische Palmen, die mehrmals blühen. Die Blätter sind induplicat, selten reduplicat. Sie können auch anormal gespalten sein. Ein zentraler, abaxialer Spalt ist nie vorhanden. Die Blätter sind palmat, costapalmat oder ungeteilt. Die Blattbasis hat keinen zentralen Spalt.
Die Blüten stehen einzeln oder in einfachen Wickeln. Das Gynoeceum besteht aus drei Fruchtblättern, die frei (apokarp) oder verwachsen (synkarp) sind.

## Verbreitung
Die Tribus ist pantropisch und subtropisch verbreitet.

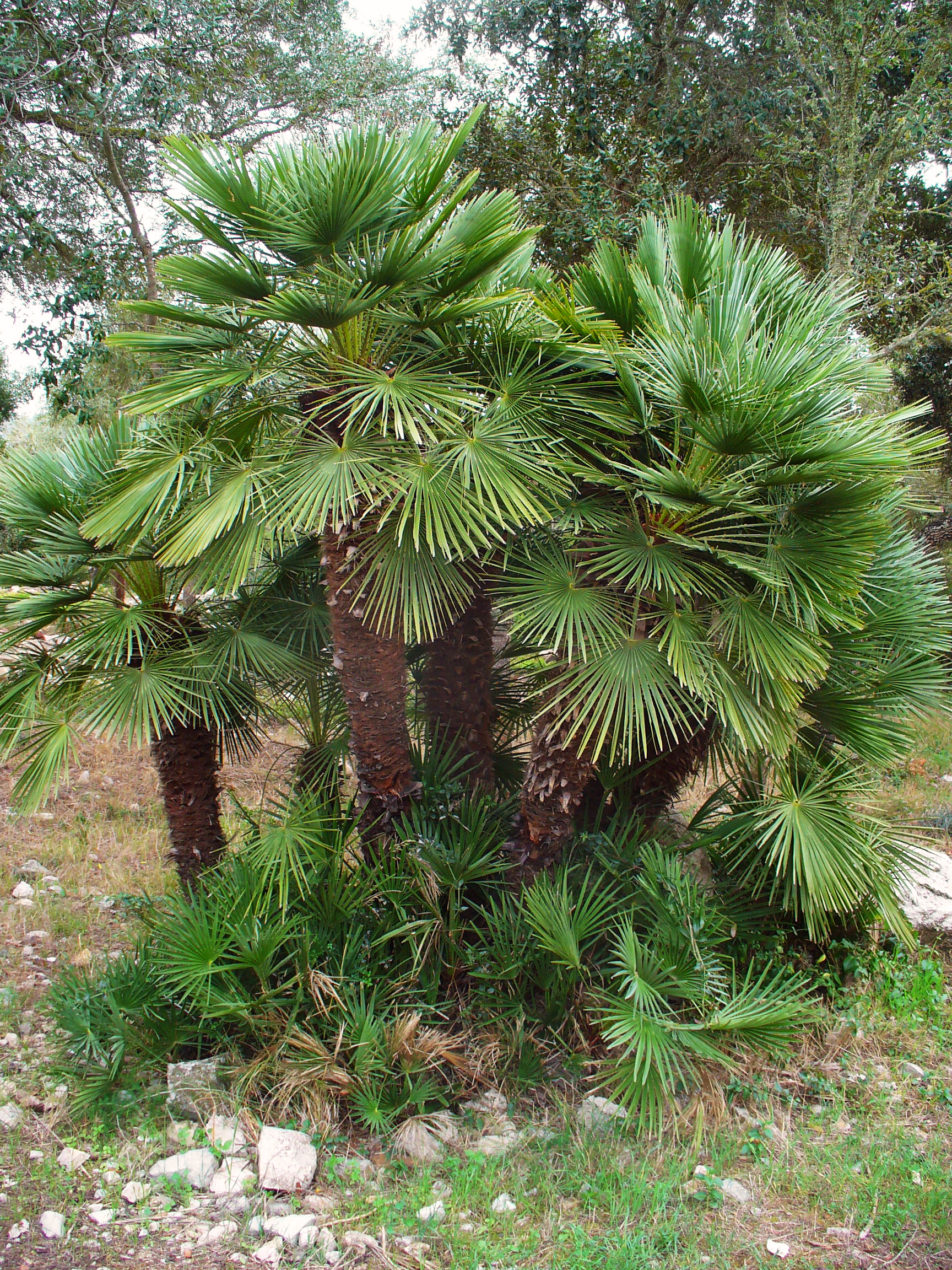
Zwergpalme (Chamaerops humilis)

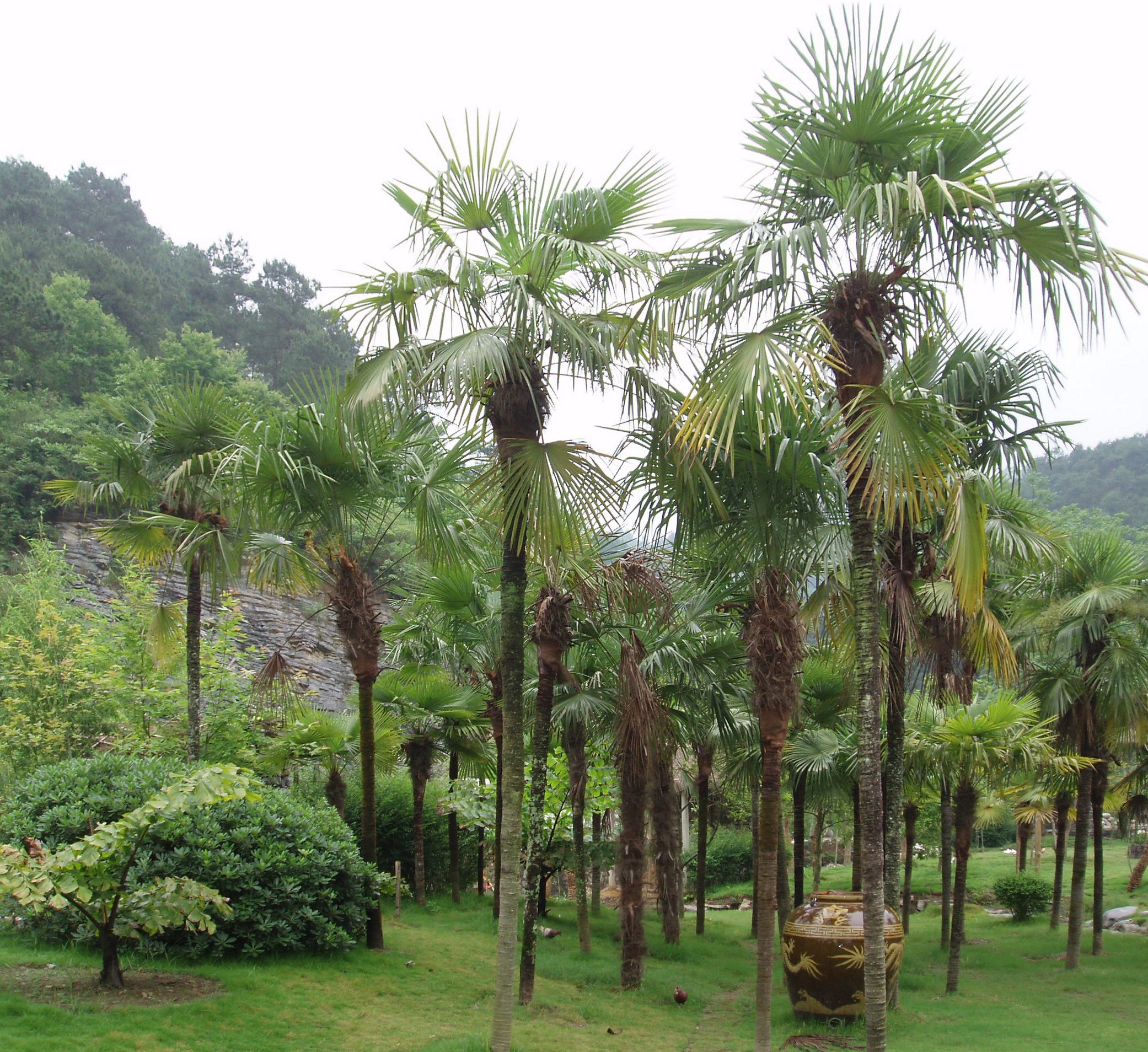
Chinesische Hanfpalme (Trachycarpus fortunei)

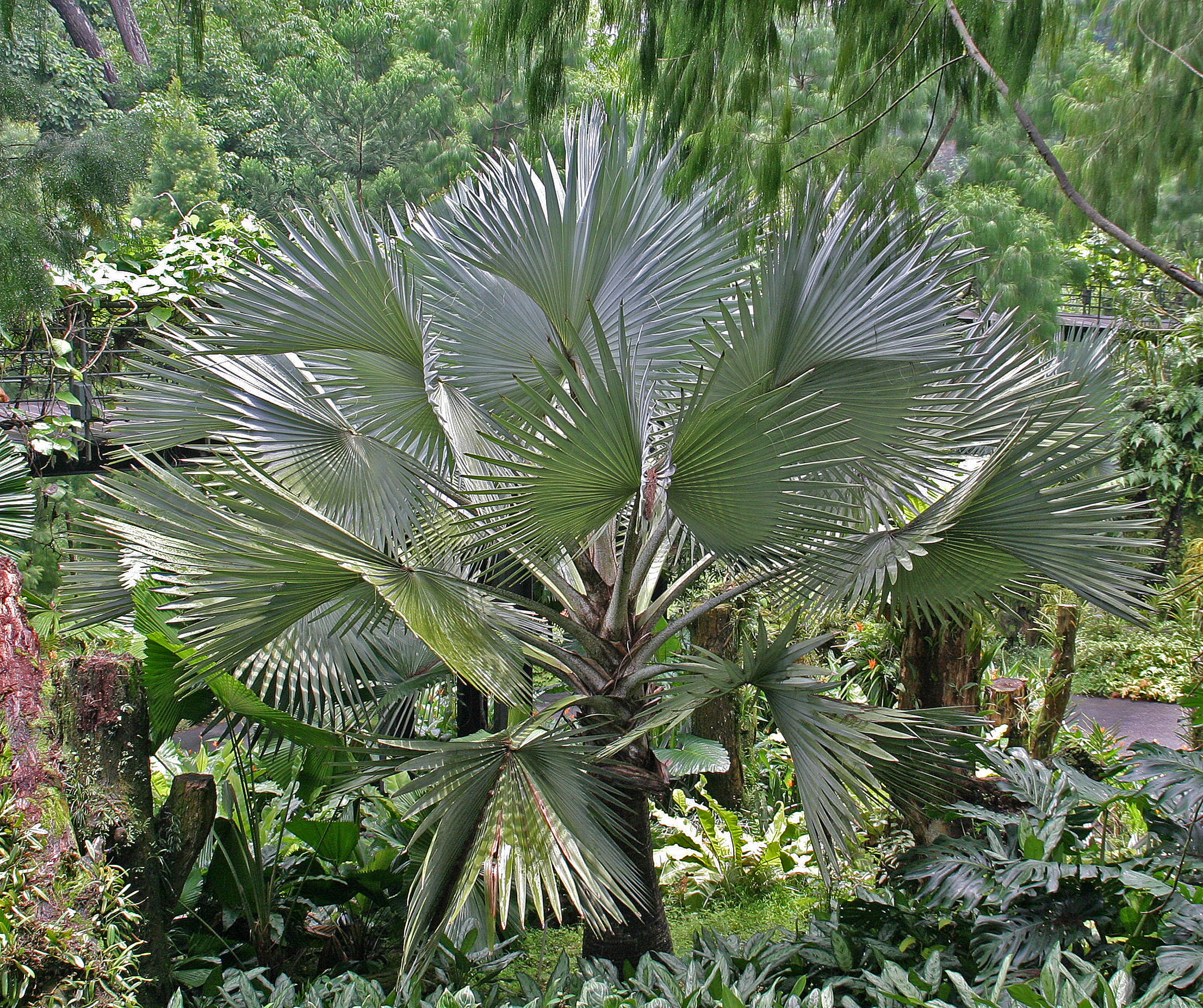
Mangroven-Strahlenpalme (Licuala spinosa)

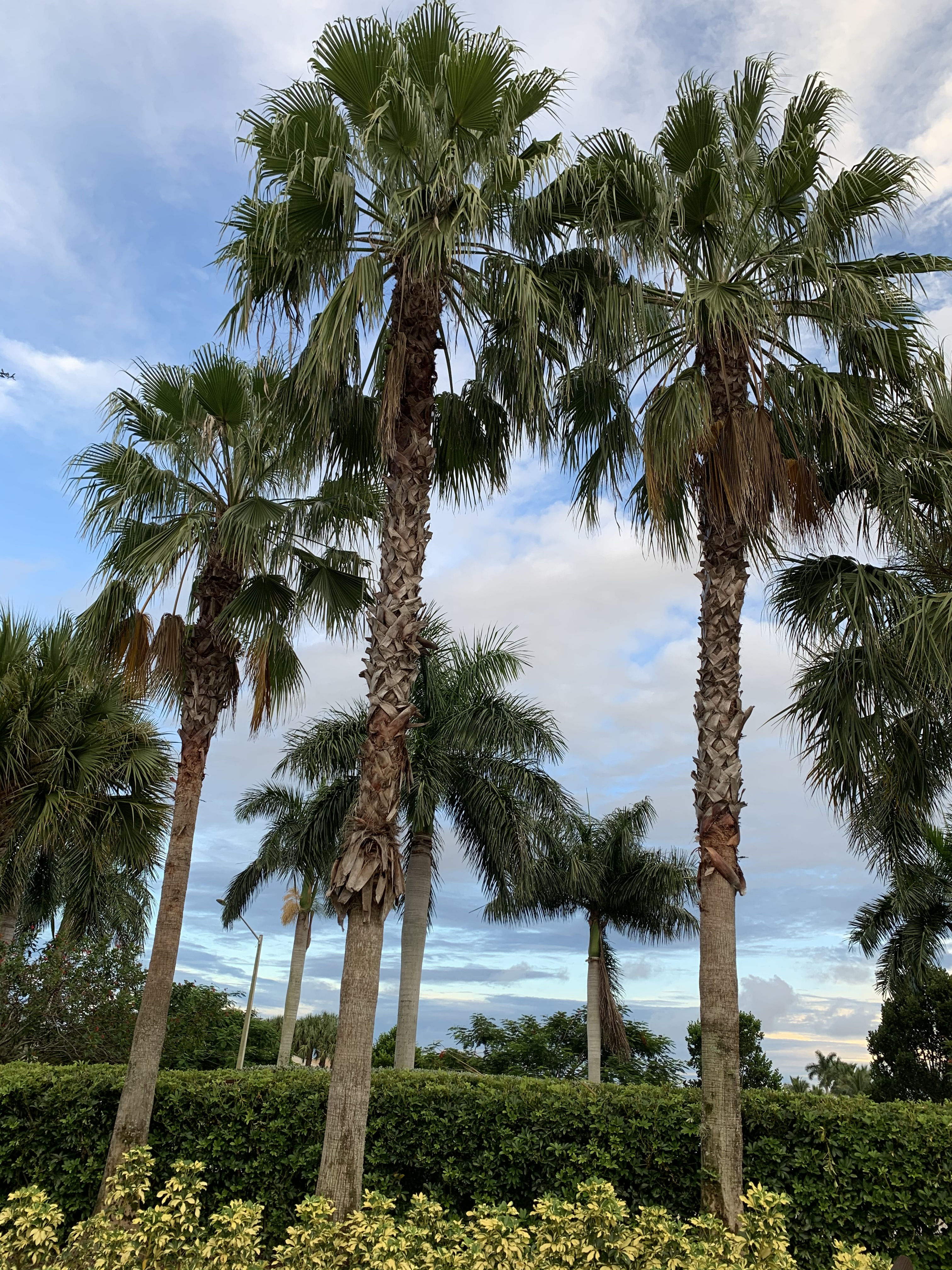
Mexikanische Washingtonpalme (Washingtonia robusta)

## Systematik
Die Trachycarpeae im Sinne von Dransfield et al. (2008) werden in den meisten Studien als natürliche Verwandtschaftsgruppe (Monophylum) identifiziert. Sie ist eine von vier Gruppen innerhalb der Unterfamilie Coryphoideae, deren verwandtschaftliche Stellung zueinander noch unklar ist.
Die Tribus Trachycarpeae wird in zwei Subtriben unterteilt. Mehrere Gattungen, vor allem aus den Neotropen, können jedoch keiner Subtribus zugeordnet werden und stehen daher incertae sedis innerhalb der Tribus.

### Subtribus Rhapidinae
Die Rhapidinae sind meist diözisch oder polygamodiözisch, selten zwittrig. Die Blätter sind palmat, dabei induplicat oder reduplicat, oder die Spreite reißt zwischen den Falten auf. Die Blüten sind einzeln oder in einfachen Wickeln. Das Gynoeceum ist apokarp.
Die sechs Gattungen mit Ausnahme von Rhapidophyllum sind subtropisch in der Alten Welt verbreitet. Die Subtribus wird in allen Studien als monophyletisch erkannt. Die Verwandtschaft zwischen den Gattungen ist noch ungeklärt.
- Chamaerops L.
- Guihaia J.Dransf., S.K.Lee & F.N.Wei
- Hanfpalmen (Trachycarpus H. Wendl.)
- Rhapidophyllum H. Wendl. & Drude
- Maxburretia Furtado
- Rhapis L. f. ex Aiton

### Subtribus Livistoninae
Die Subtribus Livistoninae ist in den Tropen und Subtropen weit verbreitet. Die Unterschiede zwischen den Gattungen sind eher gering. Die Blätter sind induplicat, palmat oder costapalmat oder ungeteilt, oder mit sekundären abaxialen Rissen. Die Blüten stehen einzeln oder in einfachen Wickeln. Das Gynoeceum ist synkarp, die Fruchtblätter sind alle an der Basis frei und an den Griffeln verwachsen. Die Griffelkanäle sind allerdings getrennt oder nur im Endbereich vereint. Die großen Leitbündel im Blattstiel haben meist zwei Phloem-Stränge.
Die Gruppe wird in mehreren Studien als monophyletisch erkannt, jedoch mit geringer bis mittelmäßiger statistischer Abstützung. Die Verwandtschaft zwischen den Gattungen ist noch ungeklärt.
- Livistona R.Br.
- Strahlenpalmen (Licuala Wurmb)
- Johannesteijsmannia H.E.Moore
- Pholidocarpus Blume
- Pritchardiopsis Becc.: Sie wird auch zu Saribus gestellt.[1]
- Saribus Blume: Die etwa neun Arten kommen von den Philippinen bis zu den Inseln im südwestlichen Pazifik vor.[1]

### Incertae sedis Trachycarpeae
Folgende Gattungen der Trachycarpeae können keiner der beiden Subtriben zugeordnet werden:
- Acoelorrhaphe H.Wendl.
- Serenoa Hook. f.
- Brahea Mart. ex Endl.
- Colpothrinax Griseb. & H.Wendl.
- Copernicia Mart. ex Endl.
- Pritchardia Seem. & H.Wendl.
- Washingtonia H.Wendl.